# Caltignaga
Caltignaga est une commune italienne de la province de Novare dans la région du Piémont en Italie. En 2010; sa population est de 2 617 habitants.

## Lieux et monuments

### Architecture religieuse
- Église dei Santi Nazzaro e Celso de Sologno (it)
- Église paroissiale Santa Maria Assunta
- Église paroissiale Santa Margharita

### Architecture militaire
- Château de Caltignaga
- Château de Morghengo

### Architecture civile
- Aqueduc romain. Situé juste à côté de la route du lac d'Orta, de Caltignaga et Novara, il a été déterré lors de fouilles archéologiques entre 1964 et les années 1980. Il est le seul aqueduc de l'époque romaine découverte dans la région de Novare. Le tronçon survivant est long d'environ 1 800 mètres et a probablement servi pour l'approvisionnement en eau de la ville de Novare. Le point de collecte de l'eau n'a pas été identifié, mais devait sans doute être sur l'Agogna ou dans une résurgence des environs. De la structure d'origine, il a été perdu sa couverture mais il reste une partie du conduit avec le fond en brique et les parois latérales en pierre.

## Administration
| Période     | Période  | Identité              | Étiquette     | Qualité |
| ----------- | -------- | --------------------- | ------------- | ------- |
| 27 mai 2019 | En cours | Pietro Antonio Miglio | liste civique |         |

### Communes limitrophes
Bellinzago Novarese, Cameri, Momo, Novara di Sicilia, San Pietro Mosezzo

## Source
- (it) Cet article est partiellement ou en totalité issu de l’article de Wikipédia en italien intitulé « Caltignaga » (voir la liste des auteurs).